# Cessna 560
Cessna 560 — семейство лёгких двухмоторных самолётов бизнес-класса.
Разработан компанией «Сессна». Представлял собой развитие серии Citation II (Model 550). Опытный экземпляр современной модификации Citation Encore совершил первый полёт 9 июля 1998 года. С середины 2000 г. начался её серийный выпуск.

## История
18 августа 1987 года совершил полёт первый прототип самолёта Cessna Model 560 Citation V.
В апреле 1989 года начались его серийные поставки.
В сентябре 1993 было заявлено о разработке новой версии самолёта под именем Citation V Ultra. Она отличалась более мощными двигателями и современной авионикой. В 1994 была введена в эксплуатацию.
В 1998 была представлена новая разработка — Citation Ultra Encore, которая начала эксплуатироваться с 2000 года .

## Потери самолётов
По состоянию на 12 января 2021 года, было потеряно 20 самолётов Cessna 560. При этом погибли 35 человек.
| Дата       | Бортовой номер | Владелец                  | Место катастрофы           | Жертвы | Краткое описание                                                                     |
| ---------- | -------------- | ------------------------- | -------------------------- | ------ | ------------------------------------------------------------------------------------ |
| 30.12.1995 | N991PC         | Iowa Packing Company      | Игл Ривер                  | 2/2    | Разбился в тумане во время кругового захода на посадку.                              |
| 20.12.2001 | HB-VLV         | Eagle Air                 | Цюрих                      | 2/2    | Разбился при взлёте из-за дезориентации экипажа.                                     |
| 02.05.2002 | N397QS         | NetJets                   | Лики                       | 0/6    | Выкатился за пределы ВПП, врезался в деревья и загорелся.                            |
| 10.03.2004 | 165938         | Корпус морской пехоты США | Сан-Диего                  | 4/4    | При заходе на посадку столкнулся с деревьями.                                        |
| 16.02.2005 | N500AT         | Circuit City Stores       | 6,5 км от аэропорта Пуэбло | 8/8    | Разбился при заходе на посадку.                                                      |
| 24.01.2006 | N86CE          | Goship Air                | Карлсбад                   | 4/4    | Разбился при заходе на посадку при сильном попутном ветре.                           |
| 24.06.2006 | N486SB         | Aero Charter Services     | Апленд                     | 1/3    | Выкатился за пределы ВПП.                                                            |
| 19.07.2006 | N636SE         | Tomco II                  | Эллен Черч Филд            | 2/4    | Выкатился за пределы ВПП.                                                            |
| 09.01.2021 | N3RB           | МаSX Transport LLC        | Пайн-Гров                  | 2/2    | Перестал выходить на связь и разбился о землю, спускаясь по спиралевидной траектории |

## Тактико-технические характеристики
Приведённые ниже характеристики соответствуют модификации Citation Encore+:

### Технические характеристики
- Экипаж: 2 человека
- Пассажировместимость: 7-8 человек
- Длина: 14,9 м
- Размах крыла: 15,91 м
- Высота: 4,63 м
- Площадь крыла: 31,8 м²
- Масса пустого: 4 754 кг

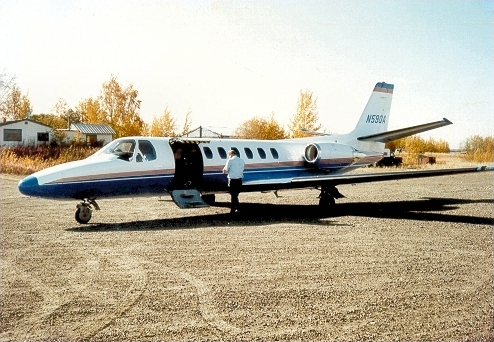
Cessna 560 Citation V

- Максимальная взлётная масса: 7 634 кг
- Масса полезной нагрузки: 531 кг (с максимальным запасом топлива)
- Масса топлива: 2 449 кг
- Двигатели: 2× ТРДД Pratt & Whitney PW535B
- Тяга: 2× 15,12 кН

### Габариты кабины
- Длина салона: 5,28 м
- Ширина салона: 1,47 м
- Высота салона: 1,45 м
- Объём багажного отсека: 1,95 м³

### Лётные характеристики
- Крейсерская скорость: 793 км/ч
- Практическая дальность: 3 313 км
- Практический потолок: 13 716 м
- Длина разбега:  1 073 м
- Длина пробега:  844 м